# Lajoskomárom, Fejér
Lajoskomárom  este un sat în districtul Enying, județul Fejér, Ungaria, având o populație de 2.392 de locuitori (2011). 

## Demografie
Componența etnică a satului Lajoskomárom
     Maghiari (99,11%)
     Necunoscut (0,2%)
     Germani (0,69%)
     Alții (0,2%)
Componența confesională a satului Lajoskomárom
     Reformați (15,34%)
     Luterani (14,76%)
     Fără religie (7,4%)
     Necunoscută (62,04%)
     Atei (0,46%)
     Alte religii (0,42%)
Conform recensământului din 2011, satul Lajoskomárom avea 2.392 de locuitori. Din punct de vedere etnic, majoritatea locuitorilor (99,11%) erau maghiari. Apartenența etnică nu este cunoscută în cazul a 0,2% din locuitori. Nu există o religie majoritară, locuitorii fiind reformați (15,34%), luterani (14,76%) și persoane fără religie (7,4%). Pentru 62,04% din locuitori nu este cunoscută apartenența confesională.